# Kevin Lepage
Pour les articles homonymes, voir Lepage.
Statistiques en NASCAR Cup Series
Dernière mise à jour : 18 septembre 2007 
Kevin Lepage (né le 26 juin 1962 à Shelburne, Vermont) est un pilote américain de NASCAR. Il a couru en Cup Series de 1997 à 2007, pour un total de 201 départs, sans victoire. Au cours des dernières années, il est surtout apparu en série Nationwide dans laquelle il compte, en date du 31 août 2014, 348 départs, dont deux victoires.
Avant de faire le saut en Nascar, Kevin Lepage a fait sa marque au sein de l'ACT Pro Stock Tour remportant onze victoires.